# Khirbet et-Tannur
Khirbet et-Tannur (Arabo: خربة التنور) è un antico tempio nabateo situato in cima a Jebel Tannur, nell'odierna Giordania. Basato sull'iconografia delle statue dei culti, il tempio sembra fosse dedicato alla dea della fertilità Atargatis e Zeus-Hadad, o forse altri dei propri in quella forma di cui non vi è ancora certezza. L'unica iscrizione che menzionava una divinità era in riferimento al dio edomita Qos, che era l'equivalente del dio arabo Quzah, il dio del cielo. 

## Storia

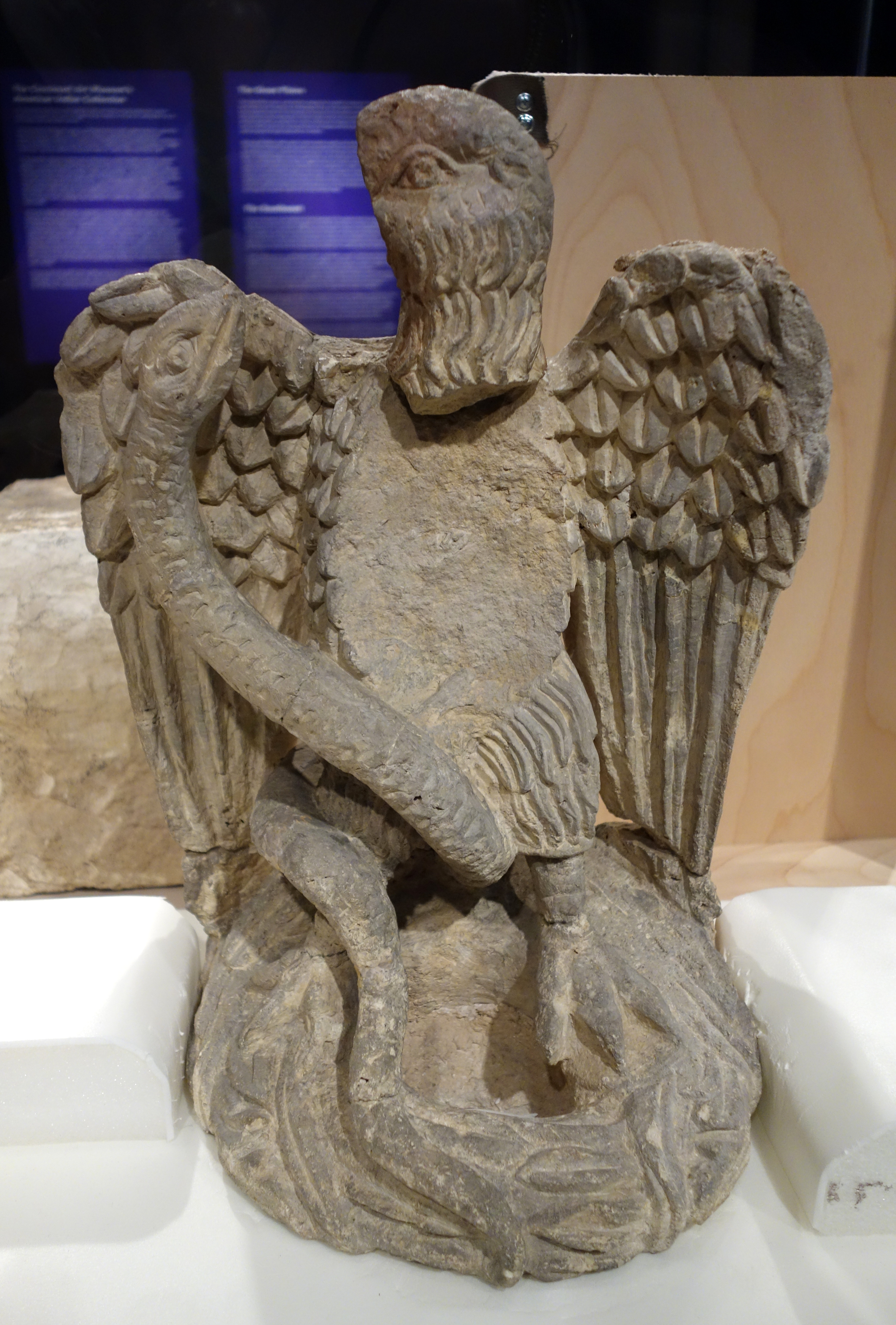
Scultura di Aquila nabatea che lotta con il Serpente, Khirbet et-Tannur

I resti di Khirbet et-Tannur consistono solo nel complesso del tempio sulla cima di una montagna isolata, che indica un sito che funziona esclusivamente come un alto luogo religioso simile a quelli di altre regioni nabatee. Mentre non è stabilito alcuna datazione, il tempio ha attraversato tre fasi differenti. La prima fase del tempio è solitamente datata intorno al 7/8 a.C. grazie a un'iscrizione incisa su un piccolo blocco di pietra. La fase finale è stata datata da Glueck e a giudicare dalle sculture e dalle caratteristiche architettoniche del tempio a circa il primo quarto del II secolo d.C.